# Alocobisium malaccense
Espèce
Alocobisium malaccense est une espèce de pseudoscorpions de la famille des Syarinidae.

## Distribution
Cette espèce se rencontre en Malaisie et à Singapour.

## Description
Le mâle mesure 0,9 mm et la femelle 1,1 mm.

## Étymologie
Son nom d'espèce, composé de malacc[a] et du suffixe latin -ense, « qui vit dans, qui habite », lui a été donné en référence au lieu de sa découverte, le détroit de Malacca.

## Publication originale
- Beier, 1952 : On some Pseudoscorpionidea from Malaya and Borneo. Bulletin of the Raffles Museum, vol. 24, p. 96-108 (texte intégral).